# 羅伯特·皮克頓
羅伯特·皮克頓 「偉利·皮克頓」 （1949年10月24日—2024年5月31日），是加拿大不列顛哥倫比亞高贵林港市的一個豬農。他在當地被控以一級謀殺罪，指他殺害了當地26名女子，並涉及2004年1月28日超過五名妓女在溫哥華市東區被殺死的案件。另外，當更多DNA证据不断地在他的農場被发现，不列顛哥倫比亞皇家檢察院會在明年起訴他多最少七宗謀殺案。
在2007年1月22日，即對他首六項謀殺控罪開審當日，控方指他在警誡下承認謀殺了49人。控方並指皮克頓說他打算殺害多一人，從而得到整數的50人。
如果罪名成立，皮克顿将成为加拿大历史上最凶残的连环杀手。

## 背景
羅伯特·皮克頓和他的兄弟大衛·法蘭西斯·皮克頓開設了一間名為「豬仔皇宮好時代會」的註冊非牟利慈善機構，他們指這個組織是「組織、協調、管理和營運特別活動、舞蹈、表現和展覽服務機構、體育組織和其他富有群體的表現」。據調查發現，這些「特別活動」在豬仔皇宮舉行，那是在他的農場改裝的一個建築物，位於市中心東部的紅燈區。
皮克頓受到警方的關注是在1997年，當時他被控告為謀殺未遂。隨后警方對皮克頓的農場進行搜索，但是沒找到任何證據，因此警方放棄了對他的起訴。
2002年2月5日，警方因皮克頓兄弟擁有不合法槍支對其執行了搜查令。當皮克頓兄弟兩受到警方的看管時，警方同時收到另一指令- 在調查皮克頓兄弟時，同時對農場進行不列顛哥倫比亞的失蹤女性調查。當其中一失蹤女性的私人用品(包括哮喘患者所需的吸入器)被發現，加拿大皇家骑警立刻封鎖了皮克頓兄弟的農場.在這之后皮克頓被起訴不合法存儲槍支。
警方對皮克頓的農場再次進行了搜索。這次警方在豬飼料槽里找到了受害者的部分咽喉部位，同時在皮克頓的洗衣間里找到了相關的性愛用具。警方同時驗證了在性愛用具上的DNA是屬于其中一名失蹤女性的。二月二十二日，警方以一級謀殺罪名逮捕了皮克頓。三個月后，證實了第三為受害者。不久后，第六和第七位受害者也同驗證。最后警方一共證實了27名受害者。
省政府聲明，對于這樣兩年不斷的挖掘研究大約花費為7億。于是在2003年，這樣的挖掘研究停止了，但是調查還是在進行中。目前，警方已用柵欄封鎖了皮克頓的農場。同時農場內的建筑也已被摧毀。困難的是法醫鑒定，受害者的屍體已腐爛過多或是被農場內的昆蟲咬食過多。骨科專家調動了大型的建筑機械，傳送帶等儀器來協助搜索遺尸。2004年3月10日，報告顯示皮克頓曾把豬肉與人肉同時碾碎,分發給朋友或是游客，但沒分配去市場。

## 审判
皮克顿案于2006年1月30日开始进行审判。

## 死亡
2024年5月19日，皮克頓在魁北克最高安全監獄卡蒂埃港監獄遭一名囚犯襲擊。後經由空運送往醫院，12天後在重症監護室不治，享年74歲。

## 資料來源
1. ↑  . （原始内容存档于2006-10-07）.
2. ↑  CBC.ca: Pickton butchered 6 women, Crown tells jury （页面存档备份，存于） Accessed January 22 2007
3. ↑  . CBC. 2006-01-30  [2007-01-21]. （原始内容存档于2008-05-10）.
4. ↑  連環殺手皮克頓在獄中是如何遭襲擊死亡的？

## 外部連結
- CBC Backgrounder （页面存档备份，存于）
- Crime Library's article on Robert Pickton
- Vancouver Eastside Missing Women （页面存档备份，存于）
- BBC Article on Pickton （页面存档备份，存于） (2007-01-21)
- Excerpts from 'The Pickton letters' （页面存档备份，存于）